# Sárosbuják
Sárosbuják (szlovákul: Brežany, korábban Bujakov) község Szlovákiában, az Eperjesi kerület Eperjesi járásában.

## Fekvése
Eperjestől 13 km-re nyugatra, a Szinye-patak jobb oldalán fekszik.

## Története
1329-ben „Boyak” alakban említik először, később „Buyak”, „Buayak” néven szerepel a korabeli forrásokban. A 15. század elején a Czudar család birtoka, 1427-ben 15 portája volt. Később a Rozgonyi, Joanelli családok tulajdonában állt. 1787-ben 16 házában 107 lakos élt.
A 18. század végén Vályi András így ír róla: „BUJÁK. Bujakov. Tót falu Sáros Vármegyében, birtokosa Pulszky, és más Urak, fekszik Szinyének szomszédságában, réttye, legelője elég van, ’s mind a’ két féle fája, és piatzozása sints meszsze, de mivel határja nehezen miveltetik, és nem igen termékeny, harmadik Osztálybéli.”
A 19. században a Pulszky családé. 1828-ban 19 háza volt 146 lakossal. Lakói mezőgazdasággal, erdei munkákkal, kézművességgel foglalkoztak.
Fényes Elek 1851-ben kiadott geográfiai szótárában így ír a faluról: „Bujak, orosz falu, Sáros vgyében, Eperjeshez nyugotra 1 1/2 mfd., 22 r., 104 g. kath., 10 evang., 8 zsidó lak. Erdeje, lehetős szántófölde, s igen jó savanyúvize van. F. u. Pulszky.”
1920 előtt Sáros vármegye Eperjesi járásához tartozott.

## Népessége
| Év:            | 1994. | 2004.    | 2014.   | 2024.    |
| -------------- | ----- | -------- | ------- | -------- |
| Emberek száma: | 169   | 149      | 154     | 213      |
| Eltérés:       |       | -11,83 % | +3,35 % | +38,31 % |

| Év:            | 2023. | 2024.   |
| -------------- | ----- | ------- |
| Emberek száma: | 209   | 213     |
| Eltérés:       |       | +1,91 % |

1910-ben 141, túlnyomórészt szlovák lakosa volt.
2001-ben 165 szlovák lakosa volt.
2011-ben 156 lakosából 153 szlovák.

## Nevezetességei
- Szent Lukács tiszteletére szentelt görögkatolikus fatemploma 1727-ben épült, a 18. század második felében megújították. Barokk ikonosztáza 1733-ban épült.